# Ieruslan (Saràtov)
|  | Aquest article tracta sobre la localitat russa. Si cerqueu el riu rus, vegeu «Ieruslan». |

Ieruslan - Еруслан (rus) - és un poble a l'óblast de Saràtov, a Rússia, segons el cens del 2010 tenia 1.287 habitants. Pertany al districte municipal de Mokroús.